# Sergio Marcelino Bravo
Sergio Marcelino Bravo es un político mexicano miembro del Partido Revolucionario Institucional. Es hijo de Marcelino Bravo Jiménez, quien a su vez fue hijo de Antonio Bravo Gómez, antiguo líder de la Unión de Estibadores y Jornaleros del Pacífico. Fue diputado al Congreso de Colima en la LIII Legislatura. Buscó la presidencia municipal de Manzanillo en las Elecciones estatales de Colima de 2003, las que perdió frente a Nabor Ochoa López. Fue secretario de Turismo durante la gubernatura de Silverio Cavazos. 